# Danielle McCulley
Danielle Monique McCulley (Gary, 18 gennaio 1975) è un'ex cestista statunitense, professionista nella ABL e nella WNBA.

## Carriera
Con gli Stati Uniti ha disputato i Giochi panamericani di Winnipeg 1999.